# Meridià 118 a l'oest
El meridià 118 a l'oest de Greenwich és una línia de longitud que s'estén des del pol Nord travessant l'oceà Àrtic, l'Amèrica del Nord, el Golf de Mèxic, l'oceà Pacífic, l'oceà Antàrtic, i l'Antàrtida fins al pol Sud.
El meridià 118 a l'oest forma un cercle màxim amb el meridià 62 a l'est. Com tots els altres meridians, la seva longitud correspon a una semicircumferència terrestre, uns 20.003,932 km. Al nivell de l'Equador, és a una distància del meridià de Greenwich de 13.136 km.

## De Pol a Pol
Començant en el pol Nord i dirigint-se cap al pol Sud, aquest meridià travessa:
| Coordenades                               | País, territori o mar         | Notes |
| ----------------------------------------- | ----------------------------- | --- |
| 90° 0′ N, 118° 0′ O / 90.000°N,118.000°O  | Oceà Àrtic                    | |
| 77° 22′ N, 118° 0′ O / 77.367°N,118.000°O | Canadà                        | Territoris del Nord-oest — Illa del Príncep Patrick |
| 76° 24′ N, 118° 0′ O / 76.400°N,118.000°O | Canal de Crozier              | |
| 76° 3′ N, 118° 0′ O / 76.050°N,118.000°O  | Canadà                        | Territoris del Nord-oest — Illa Eglinton |
| 75° 42′ N, 118° 0′ O / 75.700°N,118.000°O | Estret de Kellett             | |
| 75° 20′ N, 118° 0′ O / 75.333°N,118.000°O | Estret de McClure             | |
| 74° 17′ N, 118° 0′ O / 74.283°N,118.000°O | Canadà                        | Territoris del Nord-oest — Illa de Banks |
| 72° 53′ N, 118° 0′ O / 72.883°N,118.000°O | Estret del Príncep de Gal·les | |
| 72° 40′ N, 118° 0′ O / 72.667°N,118.000°O | Canadà                        | Territoris del Nord-oest — Illa Victòria |
| 71° 22′ N, 118° 0′ O / 71.367°N,118.000°O | Minto Inlet                   | |
| 71° 7′ N, 118° 0′ O / 71.117°N,118.000°O  | Canadà                        | Territoris del Nord-oest — Illa Victòria |
| 70° 47′ N, 118° 0′ O / 70.783°N,118.000°O | Golf d'Amundsen               | |
| 69° 1′ N, 118° 0′ O / 69.017°N,118.000°O  | Canadà                        | Nunavut Territoris del Nord-oest — des de 67° 11′ N, 118° 0′ O / 67.183°N,118.000°O, travessa el Gran Llac dels Ossos Alberta — des de 60° 0′ N, 118° 0′ O / 60.000°N,118.000°O Colúmbia Britànica — des de 52° 30′ N, 118° 0′ O / 52.500°N,118.000°O                                                                  |
| 49° 0′ N, 118° 0′ O / 49.000°N,118.000°O  | Estats Units                  | Washington Oregon — des de 46° 0′ N, 118° 0′ O / 46.000°N,118.000°O Nevada — des de 42° 0′ N, 118° 0′ O / 42.000°N,118.000°O Califòrnia — des de 37° 36′ N, 118° 0′ O / 37.600°N,118.000°O, passa a l'est de Los Angeles (a 34° 3′ N, 118° 15′ O / 34.050°N,118.250°O)                                                 |
| 33° 39′ N, 118° 0′ O / 33.650°N,118.000°O | Oceà Pacífic                  | passa a l'est de l'Illa Santa Catalina, Califòrnia Estats Units (a 33° 19′ N, 118° 18′ O / 33.317°N,118.300°O) · passa a l'est de l'illa Sant Climent, Califòrnia Estats Units (a 32° 49′ N, 118° 21′ O / 32.817°N,118.350°O) · passa a l'est de l'illa Guadalupe, Mèxic (a 29° 0′ N, 118° 18′ O / 29.000°N,118.300°O) |
| 60° 0′ S, 118° 0′ O / 60.000°S,118.000°O  | Oceà Antàrtic                 | |
| 73° 48′ S, 118° 0′ O / 73.800°S,118.000°O | Antàrtida                     | Territori no reclamat |